# Символы опасности

Череп с костями, распространённый символ для обозначения яда

Символы опасности — графический элемент (пиктограмма), передающий в сжатом виде информацию для идентификации специфических рисков и необходимых мер предосторожности. В сочетании с другими графическими элементами (рамка, фон или цвет) образует знак опасности. Использование символов опасности, как правило, регулируется законом и организациями по стандартизации.

## Наиболее распространённые символы опасности
| Наименование                                      | Символ | Юникод  | Изображение                                                                          |
| ------------------------------------------------- | ------ | ------- | ------------------------------------------------------------------------------------ |
| Яд                                                | ☠      | U+2620  | Skull and crossbones                                                                 |
| Радиация                                          | ☢      | U+2622  | Radioactivity                                                                        |
| Ионизирующее излучение                            | ☢      | U+2622  | Новый знак радиационной опасности                                                    |
| Радиоизлучение                                    | Нет    | Нет     | радиоизлучение                                                                       |
| Биологическая опасность                           | ☣      | U+2623  | Biohazard                                                                            |
| Опасность                                         | ⚠      | U+26A0  | Warning                                                                              |
| Высокое напряжение                                | ⚡     | U+26A1  | High voltage                                                                         |
| Магнитное поле                                    | 🧲     | U+1F9F2 |                                                                                      |
| Химическое оружие (Американские вооружённые силы) | Нет    | Нет     | Chemical warfare                                                                     |
| Лазерное излучение                                | 🎇     | U+1F387 | A typical laser warning symbol                                                       |
| Оптическое излучение                              | ☀️     | U+2600  | Warning for optical radiation, symbol D-W009 according to German standard DIN 4844-2 |
| Цунами                                            | 🌊     | U+1F30A | Japanese warningsign for Tsunami hazard                                              |

## Знак радиоактивности

Новый знак радиационной опасности

Международный знак радиации впервые появился в 1946 году в радиационной лаборатории университета Калифорнии в Беркли. В то время знак был пурпурным на синем фоне. Современная версия — чёрный знак на жёлтом фоне. Пропорции рисунка — центральный круг радиусом R, три лепестка с внутренним радиусом 1,5·R и внешним 5·R, лепестки отстоят друг от друга на 60°. Три лепестка символизируют: альфа-излучение (α), бета-излучение (β) и гамма-излучение (γ). Шар посередине — источник ионизирующего излучения.
В России действует ГОСТ 17925-72 Знак радиационной опасности.
В таблице символов Юникод есть символ знака радиационной опасности — ☢ (U+2622).
15 февраля 2007 года МАГАТЭ и ИСО анонсировали новый символ ионизирующей радиации впридачу к традиционному. Новый символ призван предупреждать об опасной близости источника ионизирующей радиации. Утверждается, что новый знак будет более понятен для людей, не знакомых с обычным знаком радиации. Новый дополнительный знак ясно показывает радиацию, опасность смерти и необходимость покинуть заражённую зону.

## Символ биологической опасности

### История

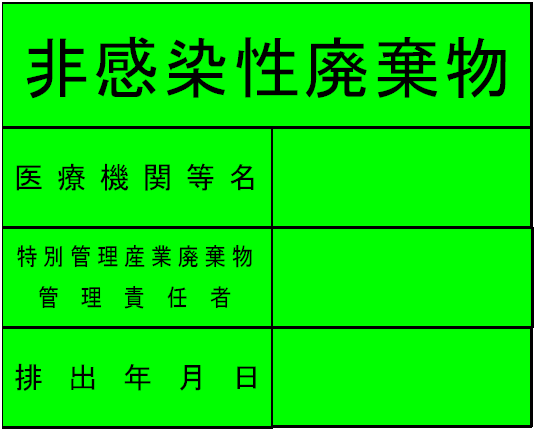
Японский знак биологической опасности

Впервые знак биологической опасности (биоопасности, англ. biohazard — сокр. от biological hazard) появился в 1966 году. Он был разработан химической компанией Dow Chemical для размещения на своих продуктах.
В то время существовало огромное количество различных предупредительных символов, но не было никакой стандартизации. Поэтому компания Dow решила разработать свой символ, предупреждающий о биологической опасности. В его разработку был вовлечён не один отдел компании. Требования были просты — нужен уникальный, простой, но запоминающийся знак. С этой целью было проведено общественное исследование, в результате которого был выбран самый запоминающийся символ. Им оказался данный трёхсторонний символ ярко-оранжевого цвета, так как именно этот цвет, как показали различные исследования, лучше всего виден при любых условиях.
Чарльз Балдвин, инженер по окружающей среде, принимавший участие в разработке знака, сказал:
Мы хотели что-то запоминающееся, но ничего не значащее, чтобы мы смогли научить людей, что он значит.
После этого символ был представлен научному сообществу, и был одобрен всеми необходимыми инстанциями. Сегодня этот знак «биологическая опасность» можно встретить в лабораториях по всему миру.
Чарльз Балдвин в цитате не поясняет, что имеет в виду под «запоминающимся, но ничего не значащим» в образе знака. При выборе знака из ряда представленных были сформулированы критерии:
1. броский;
2. уникальный и однозначный, чтобы не путать с символами, используемыми для других целей (и известными на 1966 год);
3. быстро узнавался и легко вспоминался;
4. легко наносился трафаретом;
5. был симметричным для того, чтобы воспринимался одинаково со всех углов зрения;
6. был приемлем для групп разного этнического происхождения.

По второму критерию тест на «бессмысленность» (англ. meaningfulness test) при опросах предъявляемого испытуемым знака показал, что он получил один из самых высоких баллов с точки зрения уникальности и запоминаемости и не нёс в себе скрытого смысла.
Символ биологической опасности имеет четыре круга, которые символизируют цепочку инфекции:
Агент: тип инфекционного агента, вызывающего инфекцию или опасное состояние.
Носитель: организм, который заражён патогеном.
Источник: носитель, из которого произошел инфекционный агент.
Передача: средства патогенной передачи, главным образом прямой или косвенной.
Также в знаке можно увидеть и другой символизм: схематичное деление одной клетки на три новые, когда недосформировавшиеся контуры новых клеток показаны незамкнутыми дугами.

### Внешний вид
Все части знака биологической опасности могут быть нарисованы с помощью циркуля и/или линейки. Основной контур символа — простой трилистник, который составляют три равным образом пересекающиеся окружности, как в тройной диаграмме Венна, где пересекающиеся части стёрты. Внешний диаметр пересекающейся части равен половине радиуса этих трёх окружностей. Потом в первоначальные окружности вписывают три внутренних окружности размером в 2/3 радиуса первоначальных окружностей так, чтобы они слегка касались внешней стороны трёх пересекающихся окружностей. Маленький кружок в центре имеет диаметр, равный половине радиуса трёх внутренних окружностей, его дуги стёрты в положении 90, 210, 330 градусов. Дуги внутренних окружностей и маленький кружок соединены линиями. И, наконец, кольцо под знаком. Чертится наружная окружность кольца по центрам трёх пересекающихся окружностей и замыкается дугами из центров внутренних окружностей с более коротким радиусом внутренних окружностей.

## Предупреждающий знак
На предупреждающих знаках, как правило, используется восклицательный знак, чтобы предупредить, привлечь внимание к опасности или неожиданностям. Может быть использован в разных сферах жизнедеятельности человека, используется повсеместно

## Химическая опасность

NFPA 704 — американский стандарт обозначения опасных грузов

Европейский знак опасности, означающий: огнеопасно (33) — Бензин (1203)

Знак химической опасности — это пиктограмма, используемая на контейнерах с опасными химическими веществами для индикации специфических рисков и необходимых мер предосторожности. Ниже показаны различные системы обозначений.
Национальная ассоциация защиты от пожаров в США имеет стандарт знака в виде ромба с четырьмя разноцветными секциями и числами в них, обозначающих степень угрозы (от 0 до 4; 0 — нет риска, 4 — максимальный риск). Красная секция показывает возгораемость, голубая — риски для здоровья, жёлтая — взрывоопасность, белая — специальная информация. Такое обозначение используется преимущественно в США.
В Европе используется другой стандарт. Подвижной состав, перевозящий опасный груз, помечается оранжевым знаком, на котором нижнее число означает перевозимое вещество, верхнее — опасность, которую оно может представлять.

## Европейские знаки опасности

Взрывоопасно (E)
Окислитель (O)
Огнеопасно (F)
Крайне огнеопасно (F+)
Токсично (T)
Крайне токсично (T+)
Вредно (Xn)
Раздражает кожу (Xi)
Едкое (C)
Опасно для окружающей среды (N)

## Символы опасности в Российской Федерации

Пример предупреждающего знака «Опасно. Радиоактивные вещества или ионизирующее излучение»

В Российской Федерации существует ГОСТ Р 12.4.026-2015 «Цвета сигнальные, знаки безопасности и разметка сигнальная», устанавливающий назначение, правила применения, виды и исполнения, цветографическое изображение, размеры, технические требования и характеристики, методы испытаний знаков безопасности, в том числе и содержащих символы опасности. В соответствии с этим ГОСТ знаки безопасности — цветографическое изображение определённой геометрической формы с использованием сигнальных и контрастных цветов, графических символов и (или) поясняющих надписей, предназначенное для предупреждения людей о непосредственной или возможной опасности, запрещения, предписания или разрешения определённых действий, а также для информации о расположении объектов и средств, использование которых исключает или снижает воздействие опасных и (или) вредных факторов. Знаки безопасности стандартизированы и приведены также в ранее действовавшем ГОСТ Р 12.4.026 ССБТ «Цвета сигнальные, знаки безопасности и разметка сигнальная»

### Виды знаков безопасности
1. Запрещающий — круг красного цвета с белым полем внутри, перечёркнутым наклонной полосой красного цвета; 
2. Предупреждающий — равносторонний треугольник со скруглёнными углами жёлтого цвета, обращённый вершиной вверх, с каймой чёрного цвета;
3. Предписывающие — круг синего цвета, окантованный белой каймой по контуру;
4. Указательный — синий квадрат или прямоугольник, окантованный белой каймой по контуру;
5. Эвакуационные знаки и знаки медицинского и санитарного назначения — зеленый квадрат или прямоугольник, окантованный белой каймой по контуру.
6. Знаки пожарной безопасности — красный квадрат или прямоугольник, окантованный белой каймой по контуру.

### Содержание и действия знаков
Внутри знака размещаются выполненные в контрастном цвете (черный или белый) графические символы, конкретизирующие содержание знака. При необходимости для уточнения или усиления действия знака применяются дополнительные таблички с поясняющими надписями.
Зона действия знаков, размещённых у входа (въезда) на производственный объект, распространяется на весь объект.